# Frappes russes de 2022–2023 contre les infrastructures ukrainiennes
 (mai 2023).
Invasion de l'Ukraine par la Russie de 2022
Batailles
Offensive de Kiev (Jytomyr, Kiev) : 
- 1re Hostomel
- Tchernobyl
- Ivankiv
- Kiev
- 2e Hostomel
- Vassylkiv
- Boutcha
- Irpin
  - Bombardement de réfugiés
- Jytomyr
- Mochtchoun
- Makariv
- Brovary

Offensive du Nord (Tchernihiv, Soumy) :
- Hloukhiv
- Slavoutytch
- Bombardements
- Soumy
- Trostianets
- Tchernihiv
- Okhtyrka
- Lebedyn
- Konotop
- Romny
- Desna
- Escarmouches frontalières

Russie  (Briansk, Belgorod) :
- Incursions en Russie occidentale
  - Oblast de Briansk
  - Oblasts de Belgorod et de Koursk
    - Incursions de 2024

  - Bombardement de Belgorod
- Oblast de Koursk (août 2024)

Campagne de l'Est (Donetsk, Louhansk, Kharkiv)
Kharkiv :
- 1re Kharkiv
  - Tchouhouïv
  - Bombardements : en février
  - en mars
  - en avril
  - du bâtiment administratif
- Izioum
- 2e Kharkiv
  - Balaklia
  - 1re Koupiansk
  - Chevtchenkove
- 3e Kharkiv

Nord du Donbass:
- Starobilsk
- Sloviansk
  - Dovhenke
  - 1re Lyman
  - Sviatohirsk
  - Bohorodychne et Krasnopillia
  - Bombardements : Bilohorivka
  - Kramatorsk
- Sievierodonetsk
  - Kreminna
  - Donets
  - Roubijné
  - Popasna
  - Tochkivka
  - Massacre
- Lyssytchansk
- 2e Kharkiv
  - Balaklia
  - 1re Koupiansk
  - Chevtchenkove
  - 2e Lyman
- Oblast de Louhansk
  - Ligne Svatove-Kreminna
  - Serebryansky
  - 2e Koupiansk

 Centre du Donbass:
- Horlivka
- Popasna
- Svitlodarsk
- Bakhmout
  - Soledar
- Siversk
- Tchassiv Iar
- Toretsk

Sud du Donbass :
- Volnovakha
- Marioupol
  - Bombardements : de l'hôpital
  - du théâtre
  - de l'école d'art
- Pisky
- Vouhledar
  - Pavlivka
- Marïnka
- Contre-offensive de 2023
- Avdiïvka
- Novomykhaïlivka
- Pokrovsk
  - Krasnohorivka
  - Toretsk
- Bombardements :
- Makiïvka
- Donetsk

Campagne du Sud (Mykolaïv, Kherson, Zaporijjia)
- 1re Kherson
- Odessa
- Melitopol
- Mykolaïv
  - Bombardements : à fragmentation
  - du bâtiment administratif
- 1re Berdiansk
- Zaporijjia
- Tchornobaïvka
- Enerhodar
- Voznessensk
- Houliaïpole
- Davydiv Brid
- 2e Berdiansk
- Nova Kakhovka
- 2e Kherson
  - Doudtchany
- Dniepr
- Tchoulakivka
- Contre-offensive de 2023
  - Robotyne

Frappes aériennes dans l'Ouest et le Centre de l'Ukraine
- Lviv (02/2022)
- Vinnytsia (03/2022)
- Yavoriv (03/2022)
- Deliatyne (03/2022)
- Dnipro

Guerre navale
- Île des Serpents (02/2022)
- Moskva (04/2022)

Attaques en Crimée
- Novofedorivka (08/2022)
- Djankoï (08/2022)
- Pont de Crimée (10/2022)
- Base navale de Sébastopol (10/2022)
- Pont de Crimée (07/2023)
- Base navale de Sébastopol (09/2023)

Débordement
- Aéroport de Millerovo
- Sabotages en Russie
- Attaques en Transnistrie
- Sabotage des gazoducs Nord Stream
- Terrain d'entraînement militaire de Soloti
- Explosions en Pologne
- Bases aériennes de Dyagilevo et Engels-2
- Base aérienne de Minsk-Matchoulichtchi
- Crise russo-moldave de 2023
  - Accusations de tentative de coup d'État en Moldavie
- Incident de drone de 2023 en mer Noire
- Rébellion du groupe Wagner

Massacres
- Tchernihiv
- Boutcha
- Borodianka
- Olenivka
- Izioum

Les frappes russes de 2022-2023 contre les infrastructures ukrainiennes sont une campagne de bombardements à l'aide de drones suicides et de missiles menés avant l'hiver contre les infrastructures ukrainiennes par la Russie dans le cadre de l'invasion russe de l'Ukraine en 2022. Contrairement au droit de la guerre, la plupart des cibles atteintes par ces frappes sont des zones civiles, particulièrement des infrastructures énergétiques sans importance militaire. Ce ciblage est assimilable à un crime de guerre,. Cette campagne de frappes est le fait du général russe Sergueï Sourovikine, le commandant chargé des opérations militaires en Ukraine depuis le 10 octobre 2022. Ce dernier avait mis en œuvre des stratégies similaires lors de la guerre civile syrienne.

## Déroulé

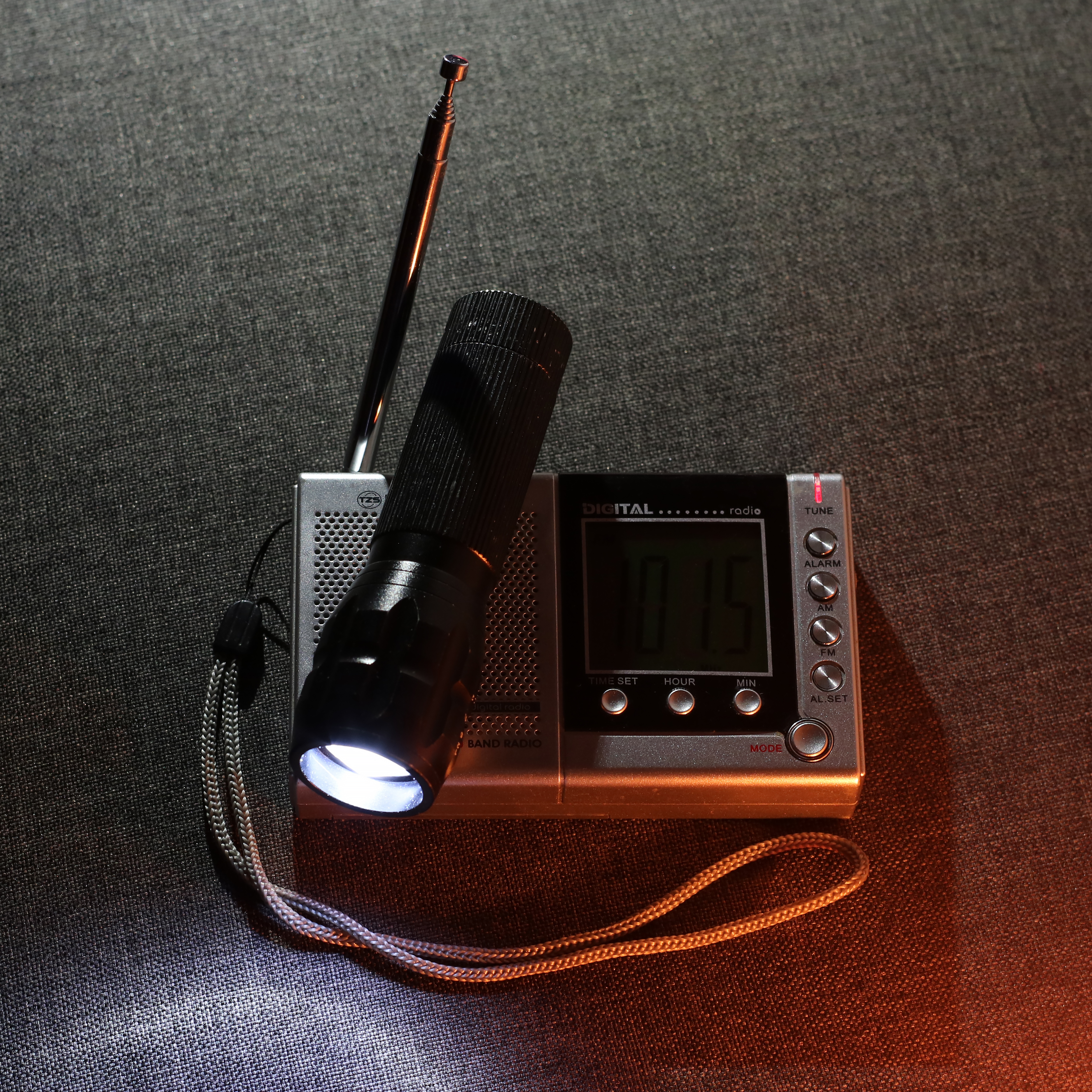
Matériel pour résister aux attaques russes à Vinnytsia, ville au centre de l'Ukraine : une radio, seul moyen de recevoir des informations, et une lampe torche. Décembre 2022.

### 9 octobre 2022
Environ 13 personnes ont été tuées et 89 blessées lors de tirs de missiles lancés sur un quartier résidentiel de Zaporijjia, détruisant un immeuble et endommageant 70 autres bâtiments,.

### 10 octobre 2022 - aujourd'hui
La première vague de frappes survient le 10 octobre (seulement deux jours après la prise de fonction de Sergueï Sourovikine) dans des dizaines de villes ukrainiennes, dont Kiev, où aucun bombardement n'avait eu lieu depuis juin 2022.
De nouvelles vagues frappent périodiquement les infrastructures ukrainiennes, affectant gravement la distribution d'énergie dans le pays et ses voisins. Le 23 novembre 2022, près de la moitié des systèmes énergétiques du pays sont détruits et 50% des civils ukrainiens n'ont plus ni électricité ni chauffage, malgré les efforts des autorités ukrainiennes pour rétablir les approvisionnements, À la mi-décembre, la Russie a lancé plus de 1 000 missiles ou drones depuis le début de la campagne de bombardement.

## Condamnations internationales

### Organisations internationales

#### Nations Unies
Le secrétaire général de l'ONU, António Guterres, est « profondément choqué » par les attaques de missiles à grande échelle, selon son porte-parole.

#### Union européenne
Ursula von der Leyen, présidente de la Commission européenne, promet que l'Union européenne se tiendra aux côtés de l'Ukraine « aussi longtemps qu'il le faudra », s'exprimant dans un message vidéo aux côtés du Premier ministre estonien, Kaja Kallas, près de la frontière orientale de l'UE avec la Russie.
Le président français Macron annonce le 12 octobre 2022 que des systèmes de défense aérienne seront livrés à l'Ukraine, dans les prochaines semaines en raison des frappes. Il déclare que la guerre est entrée dans « une phase sans précédent ».
L'Allemagne annonce le 10 octobre qu'elle accélérera la livraison de quatre de ses systèmes de défense aérienne IRIS-T SLM.
La ministre néerlandaise de la Défense, Kajsa Ollongren, écrit dans une lettre au Parlement le 12 octobre que les attaques « ... ne peuvent être accueillies qu'avec un soutien indéfectible à l'Ukraine et à son peuple ». Elle annonce 15 millions d'euros de missiles de défense aérienne pour l'Ukraine en réponse aux attaques russes.
À la suite de l'initiative allemande, quinze pays européens annoncent, le 13 octobre, qu'ils se procureront conjointement des systèmes de défense aérienne afin de protéger le continent, dans le cadre de la nouvelle initiative européenne Sky Shield.
À la suite de nouvelles attaques contre les infrastructures énergétiques ukrainiennes, le 23 novembre, le Parlement européen vote en faveur de la désignation de la Russie comme étant un État parrain du terrorisme.

#### OTAN
Le secrétaire général de l'OTAN, Jens Stoltenberg, déclare le 28 novembre 2022 que « Poutine [essaie d'utiliser] l'hiver comme arme de guerre ».

### Réactions des principaux États impliqués dans la guerre russo-ukrainienne

#### États-Unis
Le lendemain des frappes, le président Joe Biden condamne les attaques et annonce que l'Ukraine recevra des « systèmes avancés de défense aérienne ». Il s'entretient par téléphone avec son homologue ukrainien, le président Volodymyr Zelenskyy. Le président Biden déclare condamner les « frappes de missiles russes à travers l'Ukraine, y compris à Kiev, et a transmis ses condoléances aux proches des personnes tuées et blessées dans ces attaques insensées. Il s'est engagé à continuer à fournir à l'Ukraine le soutien nécessaire pour se défendre, y compris des systèmes avancés de défense aérienne ». En outre, l'ambassade des États-Unis exhorte ses citoyens à quitter l'Ukraine, en raison des bombardements qui constituent une menace directe pour la population civile et les infrastructures civiles.

#### Royaume-Uni
La Grande-Bretagne condamne les frappes, le secrétaire à la Défense Ben Wallace déclarant, le 13 octobre, que le Royaume-Uni ferait don de son système avancé de défense aérienne, AMRAAM, capable d'abattre des missiles de croisière. Il ajoute que davantage de drones aériens et 18 autres obusiers d'artillerie seront également envoyés. Le Premier ministre britannique, Rishi Sunak, se rend à Kiev le 19 novembre, annonçant un nouveau programme d'aide à la défense ukrainienne de 50 millions de livres sterling, comprenant 125 canons anti-aériens, des radars et une technologie anti-drone. Il déclare également qu'il intensifiera l'aide humanitaire.
Le 12 décembre, au Parlement britannique, l'ancien Premier ministre, Boris Johnson, demande au ministre de la Défense, Ben Wallace, de fournir à l'Ukraine des armes de longue portée. Le Ministre de la Défense met en avant le fait que si la Russie continue de cibler des civils, constituant une violation par celle-ci des conventions de Genève, il se laisse la possibilité d'utiliser des moyens supplémentaires.

#### Ukraine
Le président ukrainien Volodymyr Zelenskyy réagit sur Telegram : « Ils essaient de nous détruire et de nous effacer de la surface de la terre. Les sirènes des raids aériens ne s'éteignent pas dans toute l'Ukraine. Il y a des missiles qui frappent. Malheureusement, il y a des morts et des blessés. ».
Le chef du ministère ukrainien des Affaires étrangères, Dmytro Kuleba, annonce l'interruption immédiate de ses visites en Afrique, en raison d'attaques massives de missiles. Il déclare que Vladimir Poutine « est un terroriste qui parle avec des missiles », dont « la seule tactique est la terreur sur des villes ukrainiennes pacifiques, mais il ne détruira pas l'Ukraine ».
Le Ministère de l'éducation recommande que toutes les écoles mettent en place l'enseignement à distance d'ici le 14 octobre.
Lors d'une conversation téléphonique, le chancelier allemand Olaf Scholz et Zelenskyy, conviennent de convoquer une réunion d'urgence du G7.
L'examen montre que plus de 83 missiles et 17 drones Shahed de fabrication iranienne, lancés depuis le territoire de la Biélorussie, sont impliqués dans les frappes. L'Ukraine affirme qu'elle a abattu 43 des missiles, y compris un missile de croisière avec des MANPADS.
Le 29 décembre 2022, à la suite des frappes contre les infrastructures ukrainiennes, Dmytro Kuleba tweet : « Il ne peut y avoir de « neutralité » face à de tels crimes de guerre de masse ». Le 4 janvier 2023, Vadym Skibitsky, chef adjoint du renseignement militaire ukrainien, déclare que la Russie a du mal à reconstituer ses stocks de missiles et n'en a qu'assez pour deux à trois grands barrages de 80 missiles ou plus.

#### Russie
Le ministère russe de la Défense déclare le 10 octobre qu'il est satisfait des frappes contre l'Ukraine et affirme que toutes les cibles, y compris les celles militaires et énergétiques, ont été détruites.
Le 10 octobre, le président russe, Vladimir Poutine, déclare que les frappes de missiles sur l'Ukraine, sont en représailles à l'attaque ukrainienne présumée, contre le pont de Crimée, qu'il a qualifiée d'acte de « terrorisme », ajoutant que si de telles attaques se poursuivaient, la réponse serait "sévère",.
Les propagandistes et responsables gouvernementaux russes, tels que Margarita Simonyan, Tigran Keosayan, Vladimir Solovyov, Evgeniy Poddubny et Ramzan Kadyrov,, saluent les frappes de missiles sur l'Ukraine,. Certains appellent à cibler les centrales électriques avant l'hiver.
La chaîne de télévision publique russe, Russia-1, répand de fausses déclarations selon lesquelles le président ukrainien, Volodymyr Zelenskyy, aurait fui l'Ukraine à la suite des frappes de missiles. Des experts russes affirment également à tort que des photos et vidéos de victimes, blessées par des éclats de verre d'un immeuble de grande hauteur, qui aurait été bombardé, ont été créées de toutes pièces.

### Autres réactions d'États
- Australie : Le 11 octobre, des foules se rassemblent dans les villes de Melbourne, Sydney, Hobart et la capitale, Canberra en faveur de l'Ukraine[42].

- Moldavie : Maia Sandu, présidente de la Moldavie, condamne les attaques du 10 octobre, déclarant que « la brutalité, la terreur et le meurtre de civils innocents doivent cesser immédiatement »[43].

- Chine : Le ministère chinois des Affaires étrangères exprime « l'espoir [que] la situation se calmera bientôt », selon un porte-parole, lors d'un point de presse[44].

- Inde : Le ministère indien des Affaires extérieures publie une déclaration, exprimant de profondes inquiétudes face à « la dernière escalade du conflit en Ukraine, notamment le ciblage des infrastructures et la mort de civils ». Il appelle également à « une cessation immédiate des hostilités et un retour urgent sur la voie de la diplomatie et du dialogue »[45].

- Israël : Yair Lapid, le Premier ministre israélien, condamne fermement les attaques russes contre des civils[46],[47].

- Turquie : Le ministre turc des Affaires étrangères Mevlüt Çavuşoğlu s'entretient par téléphone avec son homologue ukrainien. Il condamne fermement les frappes russes et affirme que la Turquie poursuivra son soutien à l'Ukraine. Les ministres coordonnent également leurs efforts pour inciter l'Assemblée générale des Nations Unies à adopter une résolution[48].

## Conséquences

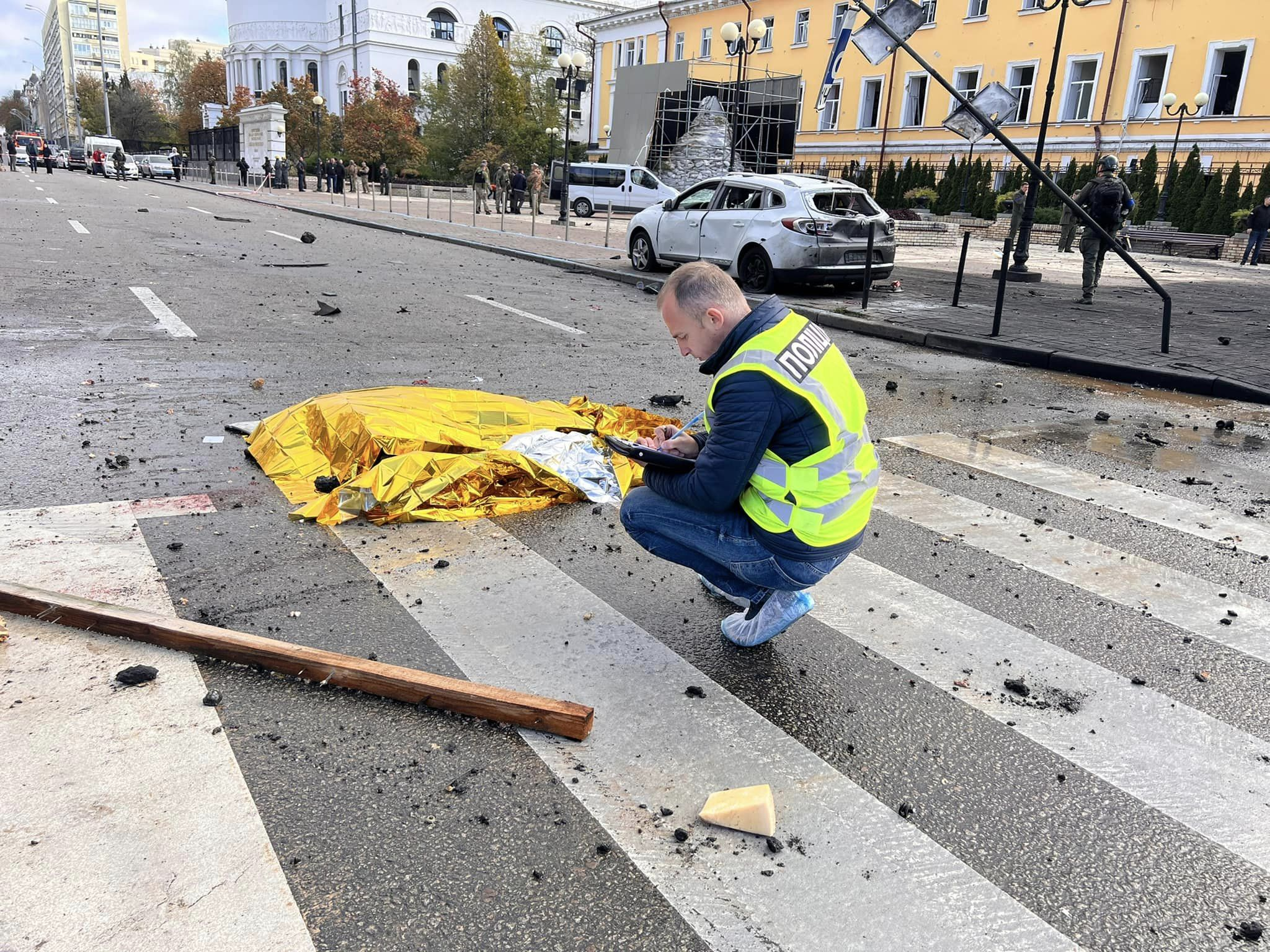
Civil tué par une frappe russe à Kyiv.

Carte des frappes russes sur l'Ukraine le 10 octobre 2022.

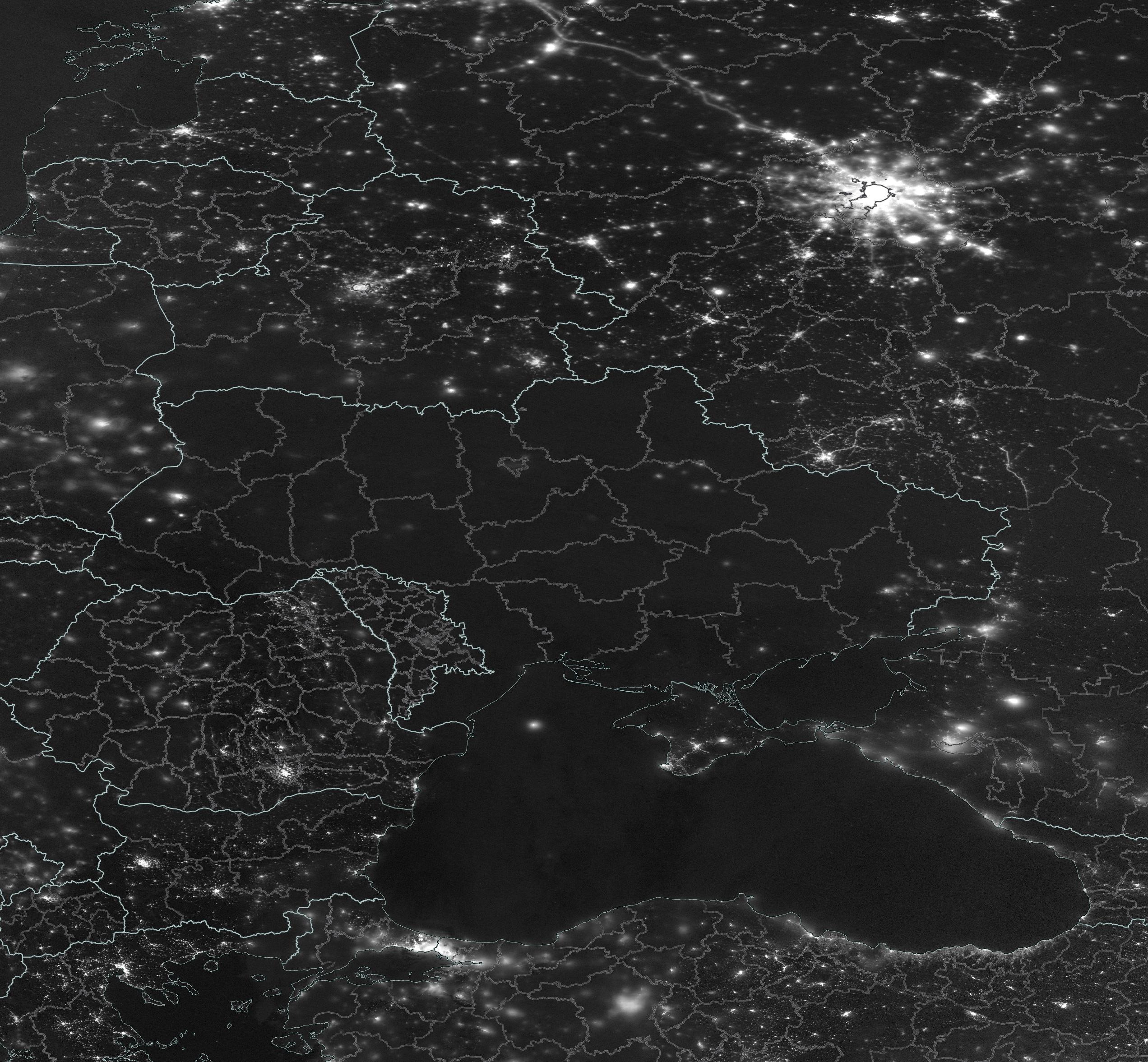
Vue satellite de l'Ukraine la nuit du 24 novembre 2022.

Selon l'OMS, ces frappes menacent de créer la pire crise humanitaire en Ukraine depuis la Seconde Guerre mondiale. Sur le plan économique, les bombardements atteignent leurs buts en imposant à l'Ukraine d'importantes dépenses pour la restauration de son système énergétique,,. Sur le plan militaire, cette stratégie relève de la doctrine militaire russe « Opération stratégique pour la destruction d'objectifs d'importance critique » (abrégée en SODCIT, de l'anglais Strategic Operation for the Destruction of Critically Important Targets). Elle vise à démoraliser la population pour contraindre les dirigeants ukrainiens à négocier. Sur cet aspect, elle est jugée inefficace.

## Réponses apportées

### Livraison de défense anti-aérienne
Début octobre, l'Allemagne promet de livrer 3 batteries de moyenne portée IRIS-T.
En novembre 2022, le Royaume-Uni annonce qu'il fournira 125 canons antiaériens ainsi que des dizaines de radars et de l'équipement électronique pour lutter contre les drones. Le même mois, les États-Unis, l’Espagne et la Norvège ont livré huit systèmes de longue portée Nasams et un nombre non dévoilé de batteries de courte portée Aspide.
La France et l'Italie devraient envoyer un Mamba pour assurer la sécurité du ciel Ukrainien. La France a également livré deux batteries de missiles sol-air Crotale.
Le 21 décembre, les États-Unis annoncent la livraison d'une batterie Patriot à l'Ukraine mais cet équipement nécessite une formation des militaires ukrainiens. Dès lors, cette arme défensive ne pourra être employée avant plusieurs mois. L'Allemagne puis les Pays-Bas décide de livrer également une batterie de Patriot.

### Soutien du réseau électrique
Le 18 janvier 2023, les États-Unis annoncent accorder une aide de 125 millions de dollars à l'Ukraine pour la réparation de ses infrastructures énergétiques.
L'ONU a lancé un appel par le biais de son programme de développement pour la fourniture de transformateurs de puissance, de sous-stations de transformation, de turbines à gaz et d'autres articles essentiels à l'Ukraine. Le Bureau de la coordination des affaires humanitaires a annoncé le déploiement d'un programme de 1,7 milliard de dollars permettant aux Ukrainiens d'acheter de la nourriture et d'autres produits de base, affirmant qu'il s'agissait du "plus grand programme d'aide en espèces de l'histoire".
En plus d'un paquet d'aide humanitaire d'un milliard d'euros, le mécanisme de protection civile de l'Union européenne a fourni 500 générateurs et 300 autres financés par des organisations caritatives. Des kits de réparation ont également été fournis. Le 23 novembre, à l'initiative conjointe du Parlement européen et d'Eurocities, une campagne intitulée "Générateurs d'espoir" a été lancée. Il a appelé 200 villes européennes à acheminer les secours vers l'Ukraine, le président d'Eurocities et maire de Strasbourg, Dario Nardella, déclarant "... Nous devons agir immédiatement. L'hiver est à nos portes [...] il n'y a pas de temps à perdre",.
Les dégâts causés à l'infrastructure énergétique de l'Ukraine avaient causé un manque d'environ 2,5 gigawatts d'électricité selon le président Zelenskyy, s'exprimant à Paris, le 14 décembre. Les générateurs électriques, a-t-il dit, étaient désormais "aussi nécessaires [..] que les véhicules blindés et les gilets pare-balles". La fourniture de 50 millions d'ampoules LED à l'Ukraine permettrait d'économiser environ un gigawatt, ce qui réduirait le manque à gagner de 40 %. L'Union européenne s'est engagée à fournir 30 millions d'ampoules,.
Deux prêts de 150 millions d'euros ont été accordés par la Banque européenne pour la reconstruction et le développement à Ukrenergo pour l'appui à l'équipement et à la structure du capital. 70 millions d'euros supplémentaires ont été fournis sous forme de don par les Pays-Bas, constituant un ensemble combiné de 370 millions d'euros.
À la mi-avril, la Banque mondiale a accepté de financer la reconstruction des infrastructures ukrainiennes pour 200 millions de dollars.

La Lituanie via Lietuvos Energija va faire don d'une centrale thermique pour l'Ukraine, la centrale énergétique Vilnius-3 qui était inutilisée mais maintenue en état devrait être transférée.

## Effet opérationnel
Selon Le Monde, « La campagne de bombardements des infrastructures civiles de l’Ukraine, notamment de son réseau énergétique, n’a pas atteint les objectifs espérés par Moscou. ». L'Institute for the Study of War estime le 8 avril 2023 que : « La campagne de missiles visant à dégrader l’infrastructure énergétique de l’Ukraine a définitivement échoué, et la Russie semble avoir abandonné l’effort. ».
Les autorités ukrainiennes ont annoncé avoir repris les exportations d'électricité vers l'Europe pour la première fois depuis le 11 octobre 2022 lorsqu'elles avaient été interrompues par les bombardements.
L'objectif de cette campagne de frappes était de rendre la guerre insupportable pour les populations, de briser leur moral et de pousser les dirigeants ukrainiens à négocier avec la Russie. En outre, elle visait à exercer une pression sur les alliés de Kiev en les menaçant d'une deuxième vague migratoire après celle qui s'était produite au début du conflit. À cette époque, environ 3 millions d'Ukrainiens avaient quitté leur pays en quelques semaines pour se réfugier plus à l'ouest. Mais le pays n’a pas été privé durablement d’eau, d’électricité et de chauffage.
D'après Ukrenergo, l'opérateur responsable du réseau électrique ukrainien, les Russes ont tiré plus de 1 200 missiles et drones - principalement des Shahed-136 d'origine iranienne - sur les centrales thermiques et hydroélectriques du pays. Dans un communiqué publié le 8 avril 2023, l'entreprise a déclaré : « Pendant les six mois les plus froids de l’année, l’ennemi a essayé de nous enlever la lumière et la chaleur en détruisant l’infrastructure énergétique. » , elle a aussi affirmé que 43 % de ses réseaux ont été tout ou partie endommagés au cours de l’hiver.